# Ilie Gârneață
Ilie Gârneață (n. 1898, Iași, județul Iași, Regatul României – d. 28 mai 1971, Erding, Bavaria, Germania de Vest) a fost un avocat și politician român de extremă-dreaptă, membru fondator al Mișcării Legionare.

## Biografie
S-a născut la Iași în anul 1898. A fost voluntar în Primul Război Mondial. A urmat școala de ofițeri de rezervă din Botoșani și a făcut studii de drept la Iași. În 1922, Corneliu Zelea Codreanu l-a numit președinte al Asociației Studenților Creștini din Iași. A fost acuzat și condamnat pentru complot în „lotul Văcăreștenilor” în procesul din 1924. În acest proces, acuzarea a fost asasinarea prefectului de poliție Constantin Manciu. 
A fost, de asemenea, colaborator al revistei Pământul strămoșesc începând cu primele numere.

## Mișcarea Legionară
Ilie Gârneață a fost unul dintre fondatorii Legiunii Arhanghelul Mihail în 1927, și comandant al Bunei Vestiri, cel mai înalt grad în Legiune.
La 11 ianuarie 1931, împreună cu Nelu Ionescu și Stelian Teodorescu, a editat ziarul antisemit și anti-liberal Cuvântul Iașului, cu rolul de "combatere a propagandei presei evreiești".
A fost membru al „Forului Legionar” din 1940.
La 26 septembrie 1940 a întemeiat „Ajutorul Legionar'”, organizație de binefacere care a funcționat în timpul guvernării legionare, oferind sprijin material unor familii sărace din țară printr-o rețea de cantine și restaurante populare.

## Exil
În urma înăbușirii de către Antonescu a Rebeliunii Legionare, Ilie Gârneață s-a refugiat în Germania, împreună cu elita Mișcării Legionare, unde au fost cazați pe perioada 1941-1944 în lagăre germane, cu libertate de mișcare.
Între 1945 și 1947, Gârneață a fost strămutat în Italia, unde a beneficiat de asistență secretă din partea unor oficiali ai Vaticanului, inclusiv a cardinalului Eugène Tisserant. În această perioadă, a trăit sub pseudonimul „Antonio Gini”. În 1947, s-a convertit la catolicism în încercarea de a obține sprijinul lui Tisserant, sperând că acest gest îi va aduce resurse, legitimitate și libertatea de a-și promova nestingherit agenda politică. Cu toate acestea, Tisserant s-a arătat puțin interesat de ambițiile lui Gârneață. 
În august și noiembrie 1954 a participat la adunarea fruntașilor legionari din exil, prin care s-a hotărât refacerea Mișcării Legionare.

## Decesul
A murit la 28 mai 1971 la Erding, Bavaria, la vârstă de 73 de ani.